# 麻丘站
麻丘站位于中华人民共和国江西省南昌市南昌县厚浦街（新月路）与航空城大道交叉口，是南昌地铁1号线的地铁车站。

## 车站结构

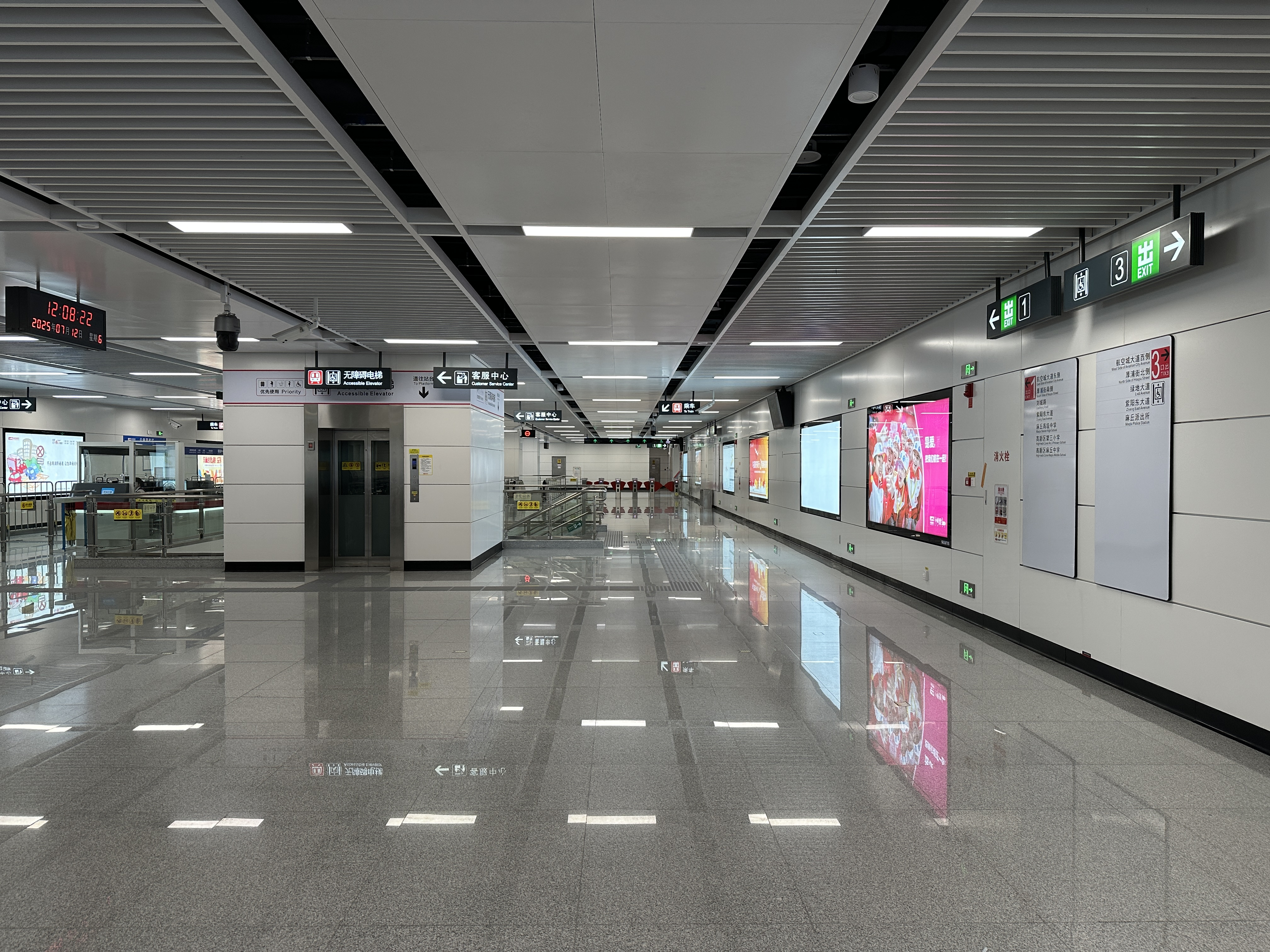
站厅

麻丘站为地下二层岛式站台车站，站台宽度11米，车站总长574.4米，车站宽度11米，总建筑面积26091.61平方米，其中地上344.54平方米，地下25747.07平方米。
车站为地下两层单柱双跨现浇框架，车站1～21轴范围采用明挖法施工，21～25轴为盖挖逆做法施工，25～67轴范围采用半盖挖法施工。
作为1号线东延工程的终点站，采用 “站前单渡线，站后停车线” 的布局，车站大里程端预留盾构始发条件。

### 楼层
| 1层  | 地面               | 出入口                       |  |  |
| -1层 | 站厅               | 自动售票机、客服中心         |  |  |
| -2层 |                    | █ 1号线 往昌北机场（瑶湖东） |  |  |
|      | 岛式站台，左侧开门 |                              |  |  |
|      |                    | █ 1号线 终点站 下客站台      |  |  |

### 出入口
| 编号                   | 指示                       | 照片 | 建议前往的目的地       |
| ---------------------- | -------------------------- | ---- | ---------------------- |
| 出口 · 1L · 升降机标志 | 厚浦街南侧，航空城大道东侧 |      | 麻丘高级中学、麻中街   |
| 出口 · 3L              | 厚浦街北侧，航空城大道西侧 |      | 麻丘商贸城、紫阳东大道 |
| 註： 設有              |                            |      |                        |

## 历史
2022年10月麻丘站正式进入主体施工阶段
2022年12月31日，瑶湖东站至麻丘站（瑶—麻区间）左线率先贯通；2023年1月15日右线跟进贯通。左线长1438.637米，右线长1437.101米。
2024年1月，车站封顶。
2025年6月28日，车站随1号线东延段开通而启用。